# Die ersten Menschen auf dem Mond

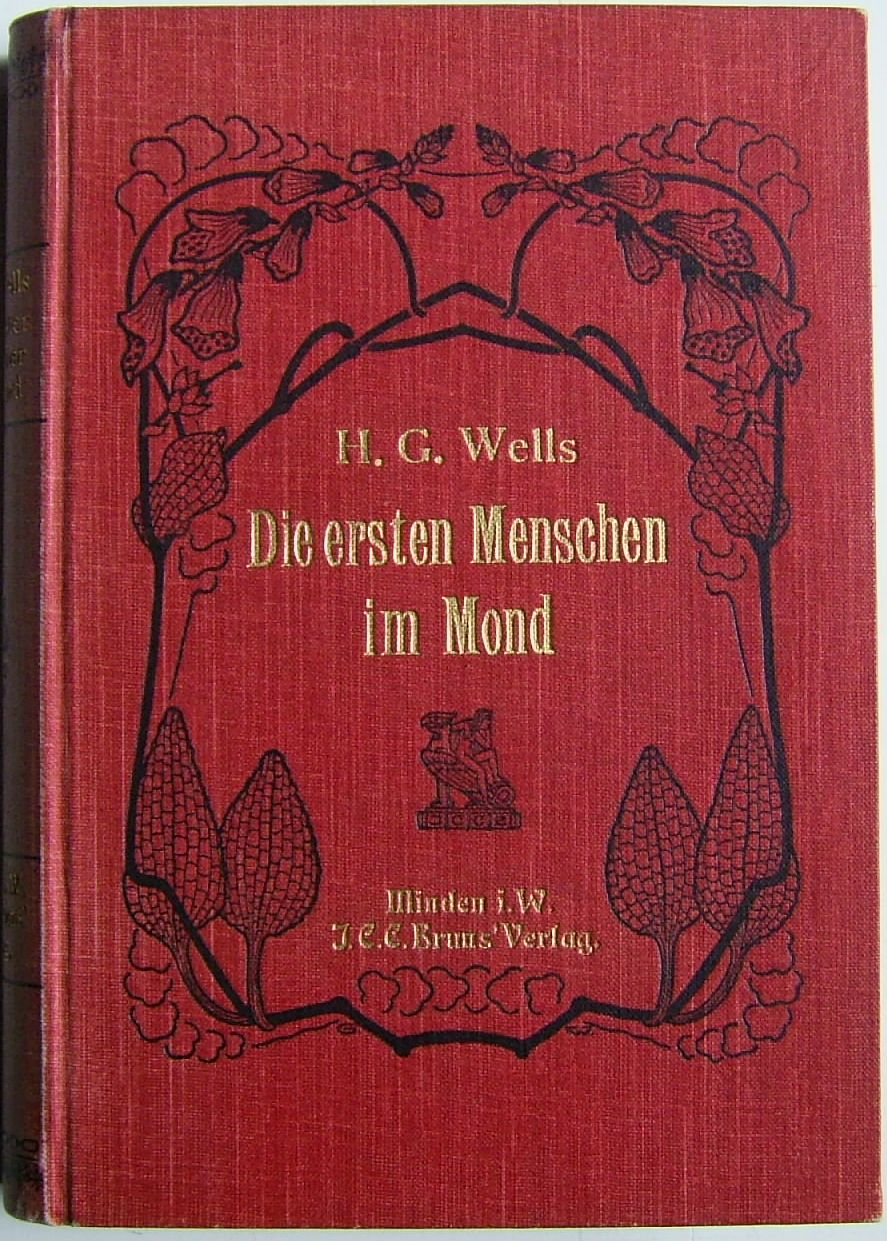
Verlagseinband der deutschen Erstausgabe 1905, Bruns Minden

Die ersten Menschen auf dem Mond  ist ein Roman des britischen Schriftstellers Herbert George Wells. Das Buch wurde zum ersten Mal 1901 unter dem Titel The First Men in the Moon veröffentlicht. Im Bruns Verlag gab es im Jahr 1905 die deutsche Erstveröffentlichung unter dem Titel Die ersten Menschen im Mond.

## Inhalt
Während eines Aufenthaltes auf dem Lande lernt der erfolglose Geschäftsmann und Theaterautor Bedford den eigenwilligen Wissenschaftler Cavor kennen. Cavor entwickelt in seinem Haus ein neues Material, auf das die Schwerkraft nicht wirkt; er gibt ihm dem Namen Cavorit. Cavor und Bedford, der Ich-Erzähler des Romans, bauen in Cavors Haus eine große Hohlkugel, in der sie zum Mond fliegen.
Als sie den Mond erreichen, herrscht dort Nacht. Auf der Mondoberfläche liegt Schnee. Vom Inneren der Kugel aus beobachten die Reisenden, wie die Sonne aufgeht. Nach Sonnenaufgang schmilzt der Schnee, Sträucher und große Pilze schießen aus dem Boden. Als sie die Kugel verlassen und die Landschaft erkunden, verirren sie sich.
Auf der Suche nach der Kugel stoßen sie auf eine Herde Mondkühe, die von ameisen-ähnlichen Mondmenschen bewacht werden. Die Mondmenschen werden von Cavor und Bedford als Seleniten bezeichnet (nach der griechischen Mondgöttin Selene). Hungrig geworden essen Cavor und Bedford Pilze, die einen Rausch herbeiführen. Während des Rausches begegnen sie einer Gruppe von sechs Seleniten, die sie gefangen nehmen und ins Innere des Mondes verschleppen. Bedford verliert das Bewusstsein.
Als Bedford erwacht, befindet er sich mit Cavor in einer kleinen Kammer. Nachdem die Seleniten ihren Gefangenen Essen gebracht haben, führen sie sie durch Höhlen, in denen seltsame Maschinen stehen. Auf dem Boden fließen blauleuchtende Bäche, die für Licht sorgen. Als sie einen dunklen Abgrund erreichen, wollen die Seleniten ihre Gefangenen zwingen, eine Brücke zu betreten, die ins Dunkel hineinführt. Bedford und Cavor weigern sich, weiterzugehen. Im darauffolgenden Kampf tötet Bedford drei Seleniten. Bedford und Cavor fliehen.
Durch ein Loch in der Decke gelangen sie in eine Höhle, auf deren Boden leuchtende Pilze wachsen. Gelangweilt wirft Cavor Pilze durch das Loch, dadurch bringt er die Seleniten auf ihre Spur. Durch einen Schacht klettern Cavor und Bedford in eine Höhle, in der die Seleniten die Mondkühe schlachten. Während sie durch die Höhle laufen, werden sie von den Seleniten angegriffen. Als Bedford Gegenwehr leistet, fliehen die Angreifer. Über eine riesige Wendeltreppe gelangen Cavor und Bedford zurück auf die Mondoberfläche.
Dort trennen sie sich, um die Kugel zu suchen. Bedford findet die Kugel. Er kehrt an den vereinbarten Treffpunkt zurück, um Cavor zu holen. Er findet eine Mitteilung Cavors, in der dieser schreibt, dass er sich verletzt hat und von den Seleniten verfolgt wird.
Als die Sonne untergeht, beginnt es zu schneien. Bedford ist gezwungen, Cavor schweren Herzens zurückzulassen. Durch einen immer heftiger werdenden Schneesturm kämpft sich Bedford zur Kugel durch; mit letzter Kraft klettert er in die Kugel und verlässt den Mond.
Bedford landet auf einer Sandbank in der Nähe des englischen Seebades Littleton. In einem unbeobachteten Moment klettert ein neugieriger Knabe in die Kugel und fliegt mit ihr durch eine Verkettung unglücklicher Umstände davon, so dass Bedford nicht zum Mond fliegen kann.
Kurze Zeit später empfängt ein niederländischer Wissenschaftler Sprechfunkmitteilungen, die vom Mond kommen. Cavor erzählt, dass er wieder den Seleniten in die Hände gefallen ist. Er wurde von ihnen in das Innere des Mondes verschleppt. Dort kann er sich frei bewegen, er schildert auch das Leben der Seleniten. Schließlich wird er zum Herrscher der Seleniten gebracht, dem Großen Lunar. Dieser befragt Cavor über die Lebensgewohnheiten der Menschen auf der Erde. Als der über die Kriege auf der Erde berichtet und dass Menschen jubelnd in den Kampf ziehen, kann es der Große Lunar kaum fassen.
Nach dem Treffen mit dem Großen Lunar werden Cavors Mitteilungen zunehmend durch Störungen überlagert, die offensichtlich vom Mond stammen. In einer letzten Nachricht versucht er in aller Eile, die Formel für Cavorit durchzugeben. Die Übertragung wird aber unterbrochen und nicht wieder aufgenommen.
Das endgültige Schicksal Cavors bleibt offen.

## Resümee
Die Ersten Menschen auf dem Mond ist einer der weniger bekannten Romane von H. G. Wells. Er dreht sich – vor dem Hintergrund einer genau so schnell entstehenden wie darauf wieder zerbrechenden Freundschaft – um die Reise der Protagonisten Cavor und Bedford zum Mond. Ersterer repräsentiert als Erfinder der gravitationsdurchlässigen Substanz Cavorit den Typus des eifrigen, doch naiven Wissenschaftlers. Sein ungefilterter Wissensdrang ist, was schlussendlich sein (mutmaßliches) Ende herbeiführt. Im Kontrast dazu steht Bedford für den naturwissenschaftlich ignoranten Geschäftsmann. Ebenso eifrig wie Cavor liegen seine Motive allerdings in materiellen Tagträumen, welche ihn voreilig und unvorbereitet die Mondfahrt antreten lassen.
Trotz der Differenzen in Persönlichkeit und Motivation der beiden ist ihr größtenteils warmes Verhältnis zueinander essentiell für die Handlung. Gegen Ende des Buches trennt sich Wells’ Protagonistenduo. Während Bedford es unter Anstrengung wieder zurück zur Erde schafft, bleibt Cavor nicht ganz freiwillig auf dem Mond zurück. Die Leserinnen und Leser sowie sein Expeditionspartner können nur spekulieren, was genau Cavors Unvorsicht nach sich gezogen haben mag.
Der Roman wurde mehrmals verfilmt. 1902 erschien der französische Kurzfilm Die Reise zum Mond (Le voyage dans la lune), der an Motive aus Die ersten Menschen auf dem Mond und aus Jules Vernes Von der Erde zum Mond locker angelehnt ist. Als echte Verfilmung kann erst der 1964 mit Ton und in Farbe gedrehte Film Die erste Fahrt zum Mond gelten. Mit den englischen Schauspielern Lionel Jeffries als „Cavor“ und Edward Judd als „Bedford“, wurde im Drehbuch von Nigel Kneale und Jan Read noch eine weibliche Mitastronautin hinzugefügt und um Wells’ Geschichte eine süffisante Rahmenhandlung gestrickt.

## Ausgaben
- H. G. Wells: Die ersten Menschen auf dem Mond. Roman (Originaltitel: The First Men in the Moon). Deutsch von Werner von Grünau. Vollständige Ausgabe. dtv (Deutscher Taschenbuch-Verlag), München 1996, 319 S., ISBN 3-423-12237-4

## Verfilmungen
- The First Men in the Moon
- Die erste Fahrt zum Mond